# Лемнос (додредноут)
«Лемнос», ( грецькою: Θ/Κ Λήμνος ), був 13 000-тонним додредноутом типу «Міссісіпі», спочатку побудований ВМС США в 1904–1908 роках. Як USS Idaho (BB-24), він був придбаний грецьким флотом у 1914 році та перейменований на «Лемнос», разом з однотипним «Міссісіпі», перейменованим на «Кілкіс». Лемнос був названий на честь битви на Лемносі, вирішальної морської битви Першої Балканської війни.

## Конструкція
Озброєний основною батареєю з чотирьох 305 мм гармат гармати, «Лемнос» і його сестр-шип були найпотужнішими кораблями грецького флоту.

## Історія служби
Під час Першої світової війни корабель брав участь в обмежених діях. Пронімецький монарх Греції Костянтин I вирішив зберігати нейтралітет до жовтня 1916 року, коли тиск з боку Потрійної Антанти змусив його зректися престолу і влада перейшла до уряду, який підтримував Антанту. До кінця війни «Лемнос» діяв виключно як корабель берегової оборони. Після Першої світової війни він брав участь у втручанні союзників у громадянську війну в Росії та Греко-турецькій війні 1919–1922 років. 
У квітні 1919 року «Лемнос» знаходився поблизу Феодосії і надавав вогневу підтримку силам Добровольчої армії проти більшовиків.
Під час війни з Туреччиною «Лемнос» підтримував грецьку висадку в Туреччині та брав участь в остаточному відступу грецьких сил морем у 1922 році. 
Він залишався на озброєнні до 1932 року, відтоді його використовували як плавучу казарму і згодом роззброїли. 
Під час німецького вторгнення до Греції в 1941 році він та однотипний «Кілкіс» потопили в Саламіні німецькі пікіруючі бомбардувальники Junkers Ju 87. Два кораблі були зрештою підняті та розібрані на брухт після закінчення війни.